# Oinatsaari
Oinatsaari är en ö i Finland. Den ligger i sjön Vääräjärvi och i kommunen Ruokolax i den ekonomiska regionen  Imatra ekonomiska region  och landskapet Södra Karelen, i den sydöstra delen av landet, 250 km nordost om huvudstaden Helsingfors. Öns area är 4,2 hektar och dess största längd är 410 meter i öst-västlig riktning.